# Procopio Ortíz
Procopio Ortíz Reyes (né le 8 juillet 1904 à Matamoros (Chihuahua), mort le 12 janvier 1980 à Torreón) est un cavalier mexicain de saut d'obstacles.

## Carrière
Procopio Ortíz Reyes est capitaine lorsqu'il suit une formation au sein du régiment des hussards de Tarbes au premier semestre 1929. Il est major en 1939. Dans les années 1960, il est grade de général de brigage dans l'armée mexicaine. Il fait l'objet de remerciements dans le film La Horde sauvage, sorti en 1969.
Ortíz Reyes participe aux Jeux olympiques d'été de 1932 à Los Angeles dans les épreuves individuelles et par équipe, où il finit non classé à chaque fois.